# وزارة إبراهيم محلب الثانية
وزارة إبراهيم محلب الثانية هي الوزارة الثانية والعشرون بعد المائة في تاريخ مصر وتشكلت في عهد الرئيس عبد الفتاح السيسي بعد تقديم رئيس الوزراء إبراهيم محلب استقالة وزارته الأولى بعد إعلان فوز الرئيس عبد الفتاح السيسي بالرئاسة. كُلف إبراهيم محلب بتشكيل وزارته الثانية في 9 يونيو 2014، فيما صدر قرار التشكيل الوزاري في 16 يونيو 2014 وأدت الوزارة اليمين الدستورية في 17 يونيو 2014. تقدمت الحكومة باستقالتها في 12 سبتمبر 2015.

## أعضاء الحكومة
ملاحظات:
- تبدأ مدة الوزارة من تاريخ العمل بقرار رئيس الجمهورية الصادر بتشكيل الوزارة.
- تنتهي مدة الوزارة في تاريخ استقالة الوزارة بينما يستمر بعدها التشكيل الوزاري في تسيير الأعمال لحين صدور قرار تشكيل الوزارة الجديدة.

| المنصب                                        | شاغل المنصب                 | الحزب        | الحزب | تولى المنصب | تولى المنصب | غادر المنصب | غادر المنصب |
| المنصب                                        | شاغل المنصب                 | الحزب        | الحزب | في | وزارة | في | وزارة |
| --------------------------------------------- | --------------------------- | ------------ | ----- | --- | --- | --- | --- |
| رئيس مجلس الوزراء                             | إبراهيم محلب                | مستقل        |       | 1 مارس 2014 | وزارة إبراهيم محلب الأولى | 12 سبتمبر 2015 | 12 سبتمبر 2015 |
| الدفاع والإنتاج الحربي                        | صدقي صبحي                   | عسكري        |       | 27 مارس 2014 | وزارة إبراهيم محلب الأولى | 5 يونيو 2018 | وزارة شريف إسماعيل |
| السياحة                                       | هشام زعزوع                  | مستقل        |       | 2 أغسطس 2012 "حتى 1 يوليو 2013 - وزارة هشام قنديل " 16 يوليو 2013 "وزارة حازم الببلاوي" | 2 أغسطس 2012 "حتى 1 يوليو 2013 - وزارة هشام قنديل " 16 يوليو 2013 "وزارة حازم الببلاوي" | 5 مارس 2015 | تعديل وزاري |
| السياحة                                       | خالد رامي                   | مستقل        |       | 5 مارس 2015 | تعديل وزاري | 12 سبتمبر 2015 | 12 سبتمبر 2015 |
| الداخلية                                      | محمد إبراهيم مصطفى          | عسكري        |       | 5 يناير 2013 | وزارة هشام قنديل | 5 مارس 2015 | تعديل وزاري |
| الداخلية                                      | مجدي محمد عبد الغفار        | عسكري        |       | 5 مارس 2015 | تعديل وزاري | 5 يونيو 2018 | وزارة شريف إسماعيل |
| الاتصالات وتكنولوجيا المعلومات                | عاطف حلمي                   | مستقل        |       | 5 يناير 2013 "حتى 1 يوليو 2013 - وزارة هشام قنديل " 16 يوليو 2013 "وزارة حازم الببلاوي" | 5 يناير 2013 "حتى 1 يوليو 2013 - وزارة هشام قنديل " 16 يوليو 2013 "وزارة حازم الببلاوي" | 5 مارس 2015 | تعديل وزاري |
| الاتصالات وتكنولوجيا المعلومات                | ملف:KhaledNegm.jpg خالد نجم | مستقل        |       | 5 مارس 2015 | تعديل وزاري | 12 سبتمبر 2015 | 12 سبتمبر 2015 |
| التجارة والصناعة والمشروعات الصغيرة والمتوسطة | منير فخري عبد النور         | الوفد الجديد |       | 16 يوليو 2013 (وزير التجارة والصناعة - وزارة حازم الببلاوي) 1 مارس 2014 (وزير التجارة والصناعة والإستثمار - وزارة إبراهيم محلب الأولى) 16 يونيو 2014 (وزير التجارة والصناعة والمشروعات الصغيرة والمتوسطة - وزارة إبراهيم محلب الثانية) | 16 يوليو 2013 (وزير التجارة والصناعة - وزارة حازم الببلاوي) 1 مارس 2014 (وزير التجارة والصناعة والإستثمار - وزارة إبراهيم محلب الأولى) 16 يونيو 2014 (وزير التجارة والصناعة والمشروعات الصغيرة والمتوسطة - وزارة إبراهيم محلب الثانية) | 12 سبتمبر 2015 | 12 سبتمبر 2015 |
| التخطيط والمتابعة والإصلاح الإداري            | أشرف السيد العربي           | مستقل        |       | 16 يوليو 2013 "وزير التخطيط - وزارة حازم الببلاوي" 1 مارس 2014 "وزير التخطيط والتعاون الدولي - وزارة إبراهيم محلب الأولى" 16 يونيو 2014 "وزير التخطيط والمتابعة والإصلاح الإداري - وزارة إبراهيم محلب الثانية"                         | 16 يوليو 2013 "وزير التخطيط - وزارة حازم الببلاوي" 1 مارس 2014 "وزير التخطيط والتعاون الدولي - وزارة إبراهيم محلب الأولى" 16 يونيو 2014 "وزير التخطيط والمتابعة والإصلاح الإداري - وزارة إبراهيم محلب الثانية"                         | 24 فبراير 2014 "وزير التخطيط - وزارة حازم الببلاوي" 9 يونيو 2014 "وزير التخطيط والتعاون الدولي - وزارة إبراهيم محلب الأولى" 16 فبراير 2017 "وزير التخطيط والمتابعة والإصلاح الإداري - وزارة شريف إسماعيل" | 24 فبراير 2014 "وزير التخطيط - وزارة حازم الببلاوي" 9 يونيو 2014 "وزير التخطيط والتعاون الدولي - وزارة إبراهيم محلب الأولى" 16 فبراير 2017 "وزير التخطيط والمتابعة والإصلاح الإداري - وزارة شريف إسماعيل" |
| التنمية المحلية                               | عادل لبيب                   | مستقل        |       | 16 يوليو 2013 | وزارة حازم الببلاوي | 12 سبتمبر 2015 | 12 سبتمبر 2015 |
| البترول والثروة المعدنية                      | شريف إسماعيل                | مستقل        |       | 16 يوليو 2013 | وزارة حازم الببلاوي | 12 سبتمبر 2015 | 12 سبتمبر 2015 |
| الأوقاف                                       | محمد مختار جمعة             | مستقل        |       | 16 يوليو 2013 | وزارة حازم الببلاوي | 3 يونيو 2024 | وزارة مصطفى مدبولي الأولى |
| التربية والتعليم                              | محمد محمود أبو النصر        | مستقل        |       | 16 يوليو 2013 | وزارة حازم الببلاوي | 5 مارس 2015 | تعديل وزاري |
| التربية والتعليم                              | محب الرافعي                 | مستقل        |       | 5 مارس 2015 | تعديل وزاري | 12 سبتمبر 2015 | 12 سبتمبر 2015 |
| الشباب والرياضة                               | خالد عبد العزيز             | مصر المستقبل |       | 1 مارس 2014 | وزارة إبراهيم محلب الأولى | 5 يونيو 2018 | وزارة شريف إسماعيل |
| الصحة والسكان                                 | عادل عدوي                   | مستقل        |       | 1 مارس 2014 | وزارة إبراهيم محلب الأولى | 12 سبتمبر 2015 | 12 سبتمبر 2015 |
| الإسكان والمرافق والمجتمعات العمرانية         | مصطفى مدبولي                | مستقل        |       | 1 مارس 2014 | وزارة إبراهيم محلب الأولى | 13 فبراير 2019 | وزارة مصطفى مدبولي الأولى |
| القوى العاملة والهجرة                         | ناهد حسن حسين علي العشري    | مستقل        |       | 1 مارس 2014 | وزارة إبراهيم محلب الأولى | 12 سبتمبر 2015 | 12 سبتمبر 2015 |
| التموين والتجارة الداخلية                     | خالد حنفي                   | مستقل        |       | 1 مارس 2014 "وزير التموين - وزارة إبراهيم محلب الأولى" 16 يونيو 2014 "وزير التموين والتجارة الداخلية -وزارة إبراهيم محلب الثانية" | 1 مارس 2014 "وزير التموين - وزارة إبراهيم محلب الأولى" 16 يونيو 2014 "وزير التموين والتجارة الداخلية -وزارة إبراهيم محلب الثانية" | 25 أغسطس 2016 | وزارة شريف إسماعيل |
| الكهرباء والطاقة المتجددة                     | محمد شاكر المرقبي           | مستقل        |       | 1 مارس 2014 | وزارة إبراهيم محلب الأولى | 3 يونيو 2024 | وزارة مصطفى مدبولي الأولى |
| المالية                                       | هاني قدري يوسف دميان        | مستقل        |       | 1 مارس 2014 | وزارة إبراهيم محلب الأولى | 23 مارس 2016 | وزارة شريف إسماعيل |
| التضامن الاجتماعي                             | غادة والي                   | مستقل        |       | 1 مارس 2014 | وزارة إبراهيم محلب الأولى | 21 نوفمبر 2019 | وزارة مصطفى مدبولي الأولى |
| الطيران المدني                                | حسام كمال أبو الخير         | مستقل        |       | 1 مارس 2014 | وزارة إبراهيم محلب الأولى | 23 مارس 2016 | وزارة شريف إسماعيل |
| الثقافة                                       | جابر عصفور                  | مستقل        |       | 16 يونيو 2014 | 16 يونيو 2014 | 5 مارس 2015 | تعديل وزاري |
| الثقافة                                       | عبد الواحد النبوي           | مستقل        |       | 5 مارس 2015 | تعديل وزاري | 12 سبتمبر 2015 | 12 سبتمبر 2015 |
| البيئة                                        | خالد محمد فهمي              | مستقل        |       | 16 يونيو 2014 | 16 يونيو 2014 | 5 يونيو 2018 | وزارة شريف إسماعيل |
| التعليم العالي                                | السيد عبد الخالق            | مستقل        |       | 16 يونيو 2014 | 16 يونيو 2014 | 12 سبتمبر 2015 | 12 سبتمبر 2015 |
| وزارة العدل                                   | محفوظ صابر                  | مستقل        |       | 16 يونيو 2014 | 16 يونيو 2014 | 17 مايو 2015 | إستقالة |
| وزارة العدل                                   | أحمد الزند                  | مستقل        |       | 20 مايو 2015 | تعديل وزاري | 13 مارس 2016 | وزارة شريف إسماعيل |
| العدالة الانتقالية ومجلس النواب               | إبراهيم محمد الهنيدي        | مستقل        |       | 16 يونيو 2014 | 16 يونيو 2014 | 12 سبتمبر 2015 | 12 سبتمبر 2015 |
| الخارجية                                      | سامح شكري                   | مستقل        |       | 16 يونيو 2014 | 16 يونيو 2014 | 3 يونيو 2024 | وزارة مصطفى مدبولي الأولى |
| البحث العلمي                                  | شريف حماد                   | مستقل        |       | 16 يونيو 2014 | 16 يونيو 2014 | 12 سبتمبر 2015 | 12 سبتمبر 2015 |
| الموارد المائية والري                         | حسام مغازي                  | مستقل        |       | 16 يونيو 2014 | 16 يونيو 2014 | 23 مارس 2016 | وزارة شريف إسماعيل |
| التعاون الدولي                                | نجلاء الأهواني              | مستقل        |       | 16 يونيو 2014 | 16 يونيو 2014 | 12 سبتمبر 2015 | 12 سبتمبر 2015 |
| الزراعة واستصلاح الأراضي                      | عادل البلتاجي               | مستقل        |       | 16 يونيو 2014 | 16 يونيو 2014 | 5 مارس 2015 | تعديل وزاري |
| الزراعة واستصلاح الأراضي                      | صلاح الدين هلال             | مستقل        |       | 5 مارس 2015 | تعديل وزاري | 7 سبتمبر 2015 | استقالة |
| الآثار والتراث                                | ممدوح الدماطي               | مستقل        |       | 16 يونيو 2014 | 16 يونيو 2014 | 23 مارس 2016 | وزارة شريف إسماعيل |
| وزارة النقل                                   | هاني ضاحي                   | مستقل        |       | 16 يونيو 2014 | 16 يونيو 2014 | 12 سبتمبر 2015 | 12 سبتمبر 2015 |
| الاستثمار                                     | أشرف سلمان                  | مستقل        |       | 16 يونيو 2014 | 16 يونيو 2014 | 23 مارس 2016 | وزارة شريف إسماعيل |
| الدولة للتعليم الفني والتدريب                 | محمد أحمد محمد يوسف         | مستقل        |       | 5 مارس 2015 | تعديل وزاري | 14 أبريل 2015 | تعديل وزاري |
| التعليم الفني والتدريب                        | محمد أحمد محمد يوسف         | مستقل        |       | 14 أبريل 2015 | تعديل وزاري | 12 سبتمبر 2015 | 12 سبتمبر 2015 |
| التعليم الفني والتدريب                        | محمد أحمد محمد يوسف         | مستقل        |       | 14 أبريل 2015 | تعديل وزاري | 12 سبتمبر 2015 | 12 سبتمبر 2015 |
| الدولة للإنتاج الحربي                         | إبراهيم يونس إسماعيل رجب    | عسكري        |       | 1 مارس 2014 | وزارة إبراهيم محلب الأولى | 12 سبتمبر 2015 | 12 سبتمبر 2015 |
| الدولة للتطوير الحضاري والعشوائيات            | ليلى راشد إسكندر            | مستقل        |       | 16 يونيو 2014 | 16 يونيو 2014 | 12 سبتمبر 2015 | 12 سبتمبر 2015 |
| الدولة للسكان                                 | هالة يوسف                   | مستقل        |       | 5 مارس 2015 | تعديل وزاري | 12 سبتمبر 2015 | 12 سبتمبر 2015 |

## تعديلات
- في 5 مارس 2015 صدر قرار رئيس الجمهورية رقم 122 لسنة 2015 بالتعديل الوزاري التالي:[7]
  - محمد أحمد محمد يوسف وزير دولة للتعليم الفني والتدريب
  - صلاح الدين هلال وزيرا للزراعة واستصلاح الأراضي
  - عبد الواحد النبوي وزيرا للثقافة
  - محب الرافعي وزيرا للتربية والتعليم
  - هالة يوسف وزير دولة للسكان
  - خالد نجم وزيرا للاتصالات وتكنولوجيا المعلومات
  - خالد رامي وزيرا للسياحة
  - مجدي عبد الغفار وزيرا للداخلية
- في 14 أبريل 2015 صدر قرار رئيس الجمهورية رقم 171 لسنة 2015 بكون الدكتور محمد أحمد محمد يوسف وزيرا للتعليم الفني والتدريب بدلا من وزير دولة للتعليم الفني والتدريب.[8]
- في 17 مايو 2015 صدر قرار رئيس مجلس الوزراء رقم 1259 لسنة 2015 بقبول استقالة وزير العدل محفوظ صابر،[9] وذلك بعد أن قدم استقالته في 11 مايو 2015.
- في 20 مايو 2015 صدر قرار رئيس الجمهورية رقم 217 لسنة 2015 بتعيين أحمد الزند وزيرا للعدل.[10][11][12]